# Martina Zelená
Martina Zelená (* 1997 Náchod) je česká spisovatelka, literární redaktorka a tvůrkyně obsahu. Je především známá jako autorka new adult románu Havlovy děti.

## Život
Martina Zelená se narodila v roce 1997 v Náchodě. Vyrůstala v Novém Městě nad Metují a sama sebe vnímá jako součást generace „Havlových dětí“, které podle ní charakterizuje volnomyšlenkářství, větší sny a důraz na duševní zdraví, na rozdíl od generace jejich rodičů, kteří vyrůstali v komunismu. Ona sama vyrůstala na maloměstě, což ovlivnilo její dospívání a hledání vlastní cesty.
Psaní se začala věnovat už jako náctiletá, kdy dokončila svá první dvě, zatím nevydaná, díla.. Vystudovala divadelní a filmovou vědu na Univerzitě Palackého v Olomouci, kde se ve své závěrečné práci zabývala konstrukcí postav severského seriálu SKAM.
Působí jako spisovatelka, externí literární redaktorka pro česká nakladatelství a tvůrkyně obsahu v minulosti mimo jiné pro výrobce českých hodinek PRIM. Ve volném čase se věnuje psaní, čtení, focení, shromažďování kulturních zážitků a tvorbě pro svou kreativní platformu bijasek.cz.

## Dílo

### Havlovy děti
Její prvotina, román Havlovy děti, byla vydána 5. května 2025 v online nakladatelství Pointa. Kniha je charakterizována jako new adult román s prvky společenského románu.
Příběh se zaměřuje na šest mladých dospělých, tzv. „devadesátkových dětí“. Podle autorky termín "Havlovy děti" označuje ty, kteří se narodili během prezidentství Václava Havla, vyrůstali ve svobodě, ale jsou zároveň ovlivněni generací svých rodičů, jež zažila komunismus. Román zachycuje jejich hledání místa ve světě, únik před realitou do světa filmů a vyrovnávání se s dědictvím předchozích generací na malém východočeském městě. Autorka v knize zkoumá pocity ztracenosti, neklidu a hledání identity této generace, která balancuje mezi bezstarostným mládím a tíhou dospělosti. Dále se román dotýká témat jako domácí násilí, zvládání vzteku a agrese, mezigenerační odpovědnost, vliv sociálních sítí, ale také úzkosti plynoucí z mnoha možností a strachu z chyb.
Zelená uvádí, že kniha je přibližně z 80 % fikcí, inspirovanou jejím životem, přáteli a reáliemi rodného města – Nového města nad Metují. Příběh obsahuje směs fiktivních a skutečných míst, které se v tomto městě nacházejí. Ačkoliv název může evokovat politiku, autorka zdůrazňuje, že kniha není politická. Zelená získala prvotní inspiraci na knihu během studií, kdy původně zvažovala téama zpracovat formátem televizního scénáře, nakonec, z důvodů časové i finanční náročnosti, zvolila knižní cestu.